# ジェイソン・クアリー
ジェイソン・クアリー（Jason Queally、1970年5月11日 - ）は、イングランドの自転車競技選手（トラックレース）。なお、2001年の国際競輪出場の際の登録名はジェーソン・クアリーであった。ランカスター大学出身。
もとは水球の選手であったが、25歳のときに自転車競技に転向。1998年のコモンウェルスゲームズ・1kmタイムトライアルで2位に入ったことをきっかけとして、翌1999年の世界自転車選手権・オリンピックスプリント（現 チームスプリント）ではイギリスチームの2位に貢献。そして2000年開催のシドニーオリンピックでの大活躍へと繋がっていく。
1kmタイムトライアルでは、優勝候補のアルノー・トゥルナン、シェーン・ケリー、シュテファン・ニムケといった強豪を相手に、ほとんど伏兵的な存在だったが、1分1秒609のタイムで金メダル。またこの大会より正式種目となったオリンピックスプリントでは、スコットランド人のクリス・ホイ、クレイグ・マクリーンとトリオを組んで銀メダルに貢献した。
その後もチームスプリントではイギリスチームの一員としてメダル獲得に貢献し、2005年の世界選手権では、ホイ、ジェミー・スタッフのトリオで優勝を果たした。
一方、2004年開催のアテネオリンピックでは、優勝候補の筆頭に上げられながらもメダルすら獲得できなかったことを重く見られ、出場予定であった1kmタイムトライアルのエントリーを外されてしまった。ちなみにこの種目の優勝者はホイだった。
国際競輪は2001年のみ出場経験があり、19戦して3着以内に入ったケースは1回もなかった。当時は外国人選手VS競輪選手という図式のもとレースが行われたこともあり、クアリーは外国勢の先陣役を任されるケースが多く、ひいては末着に甘んじるケースが多かった。